# Messor ruginodis
Messor ruginodis är en myrart som beskrevs av Hermann Stitz 1916. Messor ruginodis ingår i släktet Messor och familjen myror. Inga underarter finns listade i Catalogue of Life.